# Loch Insh
Loch Insh ist ein Süßwassersee im schottischen Hochland. Er liegt im Tal des Flusses Spey in der Council Area Highland. Der See ist circa 1,8 km lang und etwa einen Kilometer breit. Insh ist auch eine kleine Insel der Inneren Hebriden.
Loch Insh wird vom River Spey durchflossen. Der Spey mündet in Loch Insh an dessen westlichem Ende und verlässt den See wieder an dessen Ostufer. Außerdem mündet der Dunachton Burn im Norden in Loch Insh. Unmittelbar vor dem Ausfluss des Spey befindet sich im See eine Insel – Tom Dumbh genannt.
Am Nordufer des Loch Insh liegt das Dorf Kincraig. Das Ostufer beherbergt seit 1969 ein Wassersportzentrum, von dem aus Segel- und Kajakausflüge auf dem See unternommen werden können. Loch Insh wird im Nordwesten sowohl von der A9 als auch von der B9152 erschlossen. Am südöstlichen Ufer verläuft die B970. Der See ist mit dem Auto daher sehr einfach zu erreichen. Entlang dem nordwestlichen Ufer verläuft außerdem eine Bahnstrecke, die aber über keinen in Seenähe gelegenen Bahnhof verfügt.
Loch Insh ist außerdem ein Angelgebiet, in dem sowohl von Booten als auch vom Ufer aus gefischt werden kann. Gefangen werden vor allem Lachse und Forellen.

## Weblinks

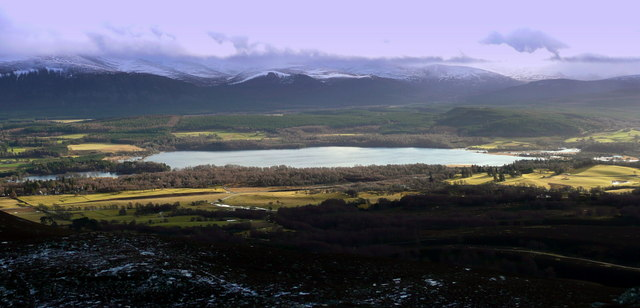
Loch Insh von einer Anhöhe im Norden des Sees fotografiert